# Nela Pocisková

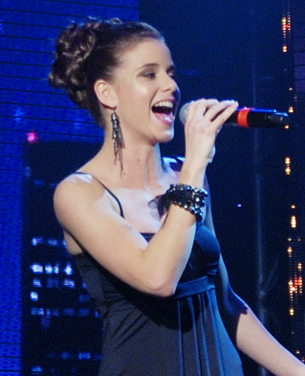
Nela Pocisková (2011)

Nela Pocisková (* 4. Oktober 1990 in Bratislava) ist eine slowakische Sängerin und Schauspielerin.

## Leben und Wirken
Schon in jungen Jahren betätigte sie sich als Musicaldarstellerin, war in Labuťko, Anatevka und als Maria in der West Side Story zu sehen. Als Schauspielerin war sie in der slowakischen Fernsehserie Ordinácia v ružovej záhrade zu erleben. Zusammen mit Kamil Mikulčík gewann sie den slowakischen Vorentscheid zum Eurovision Song Contest 2009. Mit der Powerballade Leť tmou schieden die beiden aber im zweiten Halbfinale aus.
2010 gewann sie die slowakischen Version der Tanzshow Let’s Dance.